# Lijst van 3FM Megahits in 2010
Deze hits waren in 2010 3FM Megahit op 3FM:
| Nr. | Week    | Artiest                                                     | Titel                                                       | Hoogste positie in de 3FM Mega Top 50                       |
| --- | ------- | ----------------------------------------------------------- | ----------------------------------------------------------- | ----------------------------------------------------------- |
| 848 | Week 1  | Ryan Shaw                                                   | It Gets Better                                              | 8                                                           |
| 849 | Week 2  | Go Back to the Zoo                                          | Electric                                                    | 13                                                          |
| 850 | Week 3  | Caro Emerald                                                | A Night Like This                                           | 1(8wk)                                                      |
| -   | Week 4  | Geen 3FM Megahit in verband met de Zeroes Top 1000-week     | Geen 3FM Megahit in verband met de Zeroes Top 1000-week     | Geen 3FM Megahit in verband met de Zeroes Top 1000-week     |
| 851 | Week 5  | OneRepublic                                                 | All the Right Moves                                         | 12                                                          |
| 852 | Week 6  | Gorillaz                                                    | Stylo                                                       | 12                                                          |
| 853 | Week 7  | Train                                                       | Hey, Soul Sister                                            | 1(1wk)                                                      |
| 854 | Week 8  | The Heavy                                                   | How You Like Me Now?                                        | 19                                                          |
| 855 | Week 9  | John Mayer                                                  | Heartbreak Warfare                                          | 2                                                           |
| 856 | Week 10 | Gramophonedzie                                              | Why Don't You                                               | 7                                                           |
| 857 | Week 11 | Adam Lambert                                                | Whataya Want from Me                                        | 8                                                           |
| 858 | Week 12 | Biffy Clyro                                                 | Many of Horror                                              | 11                                                          |
| 859 | Week 13 | Rox                                                         | My Baby Left Me                                             | 13                                                          |
| 860 | Week 14 | Keane featuring K'naan                                      | Stop for a Minute                                           | 17                                                          |
| 861 | Week 15 | Alain Clark                                                 | Love Is Everywhere                                          | 6                                                           |
| 862 | Week 16 | Kelis                                                       | Acapella                                                    | 5                                                           |
| 863 | Week 17 | Scouting for Girls                                          | This Ain't a Love Song                                      | 9                                                           |
| 864 | Week 18 | A Silent Express                                            | Will I Be Around                                            | 13                                                          |
| 865 | Week 19 | Sia                                                         | Clap Your Hands                                             | 4                                                           |
| 866 | Week 20 | Katy Perry & Snoop Dogg                                     | California Gurls                                            | 2                                                           |
| 867 | Week 21 | Yeasayer                                                    | O.N.E.                                                      | 30                                                          |
| 868 | Week 22 | Graffiti6                                                   | Stare Into the Sun                                          | 12                                                          |
| 869 | Week 23 | Go Back to the Zoo                                          | Hey DJ                                                      | 23                                                          |
| 870 | Week 24 | Hurts                                                       | Better than Love                                            | 26                                                          |
| 871 | Week 25 | Miss Montreal                                               | Swing the Night Away                                        | 18                                                          |
| 872 | Week 26 | Jacqueline Govaert                                          | Overrated                                                   | 12                                                          |
| 873 | Week 27 | Bertolf                                                     | Cut Me Loose                                                | 25                                                          |
| 874 | Week 28 | Mike Posner                                                 | Cooler Than Me                                              | 20                                                          |
| 875 | Week 29 | Ilse DeLange                                                | Next to Me                                                  | 5                                                           |
| 876 | Week 30 | Jamaica                                                     | I Think I Like U 2                                          | 25                                                          |
| 877 | Week 31 | Brandon Flowers                                             | Crossfire                                                   | 12                                                          |
| 878 | Week 32 | Eliza Doolittle                                             | Pack Up                                                     | 7                                                           |
| 879 | Week 33 | Tim Knol                                                    | Sam                                                         | 21                                                          |
| 880 | Week 34 | John Legend, The Roots, Common & Melanie Fiona              | Wake Up Everybody                                           | 8                                                           |
| 881 | Week 35 | Jamiroquai                                                  | White Knuckle Ride                                          | 7                                                           |
| 882 | Week 36 | Cee Lo Green                                                | F**k You!                                                   | 1(3wk)                                                      |
| 883 | Week 37 | Kings of Leon                                               | Radioactive                                                 | 13                                                          |
| 884 | Week 38 | The Wombats                                                 | Tokyo (Vampires & Wolves)                                   | 16                                                          |
| -   | Week 39 | Geen 3FM Megahit in verband met de 90's Request-week        | Geen 3FM Megahit in verband met de 90's Request-week        | Geen 3FM Megahit in verband met de 90's Request-week        |
| 885 | Week 40 | Arcade Fire                                                 | We Used to Wait                                             | 24                                                          |
| 886 | Week 41 | P!nk                                                        | Raise Your Glass                                            | 4                                                           |
| 887 | Week 42 | My Chemical Romance                                         | Na Na Na (Na Na Na Na Na Na Na Na Na)                       | 28                                                          |
| 888 | Week 43 | Kane & Ilse DeLange                                         | High Places                                                 | 9                                                           |
| 889 | Week 44 | Handsome Poets                                              | Dance (The War Is Over)                                     | 11                                                          |
| 890 | Week 45 | De Jeugd van Tegenwoordig                                   | Sterrenstof                                                 | 3                                                           |
| 891 | Week 46 | Brandon Flowers                                             | Only the Young                                              | 17                                                          |
| 892 | Week 47 | Adele                                                       | Rolling in the Deep                                         | 1(8wk)                                                      |
| 893 | Week 48 | White Lies                                                  | Bigger than Us                                              | 15                                                          |
| 894 | Week 49 | Coldplay                                                    | Christmas Lights                                            | 2                                                           |
| 895 | Week 50 | BLØF                                                        | Wijd open                                                   | 11                                                          |
| -   | Week 51 | Geen 3FM Megahit in verband met de 3FM Serious Request-week | Geen 3FM Megahit in verband met de 3FM Serious Request-week | Geen 3FM Megahit in verband met de 3FM Serious Request-week |
| -   | Week 52 | Geen 3FM Megahit in verband met de Top Serious Request-week | Geen 3FM Megahit in verband met de Top Serious Request-week | Geen 3FM Megahit in verband met de Top Serious Request-week |

1993 · 
1994 ·
1995 · 
1996 ·
1997 ·
1998 ·
1999 ·
2000 ·
2001 ·
2002 ·
2003 ·
2004 ·
2005 ·
2006 ·
2007 ·
2008 ·
2009 ·
2010 ·
2011 ·
2012 ·
2013 ·
2014 ·
2015 ·
2016 ·
2017 ·
2018 ·
2019 ·
2020 ·
2021 ·
2022 ·
2023 ·
2024 ·
2025